# Hennie Vink
Hendrika Elizabeth (Hennie) Vink (Leerdam, 1964) is een Nederlandse kunstenares. 
Ze werkt onder verschillende pseudoniemen, waaronder 'Temme' en 'Tres'. In 2003 startte zij de Kunstery, een kunstenaarsplatform waar diverse kunstvormen rondom verschillende thema's samen komen: dichtkunst, muziek, video- en schilderkunst. Belangrijkste motto is de vrijheid van de kunstenaar. 
Vink volgde de vooropleiding aan de Willem de Kooning Academie in Rotterdam. Zij is een autodidact bij wie de vrouw en haar symboliek een steeds terugkerend element is. Sinds bij haar de ziekte Multiple Sclerose werd vastgesteld in 2010 wordt haar werk beïnvloed door de lichamelijke beperkingen die dat met zich mee brengt. Het verwerken van de diagnose en het leren omgaan met de klachten zijn duidelijk zichtbaar in de werken van na 2010.  

## Externe Link
- Kunstery